# Ralph Graves
Ralph Graves, nato Ralph Horsburgh (Cleveland, 23 gennaio 1900 – Santa Barbara, 18 febbraio 1977), è stato un attore, sceneggiatore e regista statunitense, apparso in 92 film tra il 1918 e il 1949.

## Biografia
Fra le sue interpretazioni più importanti, si possono ricordare quella per D.W. Griffith ne Il grande problema (1919) e quelle per Frank Capra, in Quella certa cosa (1928), Femmine del mare (1928), Diavoli volanti (1929), Femmine di lusso (1930) e Dirigibile  (1931).

## Filmografia parziale

### Attore
- Men Who Have Made Love to Me, regia di Arthur Berthelet (1918)
- Tinsel, regia di Oscar Apfel (1918)
- Sporting Life, regia di Maurice Tourneur (1918)
- The Yellow Dog, regia di Colin Campbell (1918)
- The Scarlet Shadow, regia di Robert Z. Leonard (1919)
- What Am I Bid?, regia di Robert Z. Leonard (1919)
- The White Heather, regia di Maurice Tourneur (1919)
- The Home Town Girl, regia di Robert G. Vignola (1919)
- I'll Get Him Yet, regia di Elmer Clifton (1919)
- Nobody Home, regia di Elmer Clifton (1919)
- Her Kingdom of Dreams, regia di Marshall Neilan (1919)
- Per la figlia (Scarlet Days), regia di D.W. Griffith (1919)
- Il grande problema (The Greatest Question), regia di D.W. Griffith (1919)
- Mary Ellen Comes to Town, regia di Elmer Clifton (1919)

- Little Miss Rebellion, regia di George Fawcett (1920)

- Amore d'altri tempi (Dream Street), regia di D.W. Griffith (1921)
- Come on Over, regia di Alfred E. Green (1922)
- The Extra Girl, regia di F. Richard Jones (1923)
- Jazz-Band (Prodigal Daughters), regia di Sam Wood (1923)
- Quella certa cosa (That Certain Thing), regia di Frank Capra (1928)
- Femmine del mare (Submarine), regia di Frank Capra (1928)
- Gioco di bambole (Glad Rag Doll), regia di Michael Curtiz (1929)
- Il richiamo (Song of Love), regia di Erle C. Kenton (1929)
- Diavoli volanti (Flight), regia di Frank Capra (1929)
- Femmine di lusso (Ladies of Leisure), regia di Frank Capra (1930)
- L'isola dell'inferno (Hell's Island), regia di Edward Sloman (1930)
- Dirigibile (Dirigible), regia di Frank Capra (1931)

### Sceneggiatore
- Congo (Vengeance), regia di Archie Mayo (1930)